# Этика для нового тысячелетия
Этика для нового тысячелетия (англ. Ethics for the New Millennium) — книга, написанная Далай-ламой XIV, и посвященная нравственным и социальным вопросам и основам этики.
В течение 7 недель 1999 года книга входила в число бестселлеров по версии New York Times.

## Содержание книги
Книга состоит из трех основных разделов:
- В первой части рассматриваются основы этики, не в религиозной традиции, а с точки зрения естественного человеческого желания и права быть счастливым.
- Во второй части излагаются основные составляющие нравственно положительного поведения человека.
- В третьей части обсуждаются социальные и политические аспекты этики.

По словам Далай-ламы целью его книги было подойти к этике с точки зрения всеобщих, а не религиозных принципов. Далай-лама твердо верит, что причина для этичного поведения — обрести счастье. Его этика базируется на сострадании, заботе, сочувствии, терпимости и стойкости: «нравственная дисциплина — это то, что помогает развитию именно тех качеств, которые привносят смысл и ценность в наше существование».

## Распространение книги
Этика для нового тысячелетия была издана после успеха Искусства быть счастливым, близкой по теме и стилю книги, которая была бестселлером в США в течение 37 недель.
В России книга представлялась «в дар российским библиотекам, организациям и значимым общественным, политическим, культурным, научным деятелям» российским отделением благотворительной организации «Фонд Далай-ламы».